# Шабац шаркси
Шаркси Шабац су клуб америчког фудбала из Шапца у Србији. Основани су 2005. године и своје утакмице играју на Градском стадиону у Шапцу. Клуб је после неколико сезона угашен 2008, а затим поново основан 2014. године. У сезони 2015. наступаће у Трећој лиги Србије, група Север.